# أنا أيضا (هاشتاج)
«أنا أيضا» (أو #أنا_أيضاً أو «#أنا_كمان»، مع مردافاته في لغات العالم الأخرى) هو وسم (هاشتاج) مؤلف من كلمتين انتشر بصورة كبيرة وواسعة على وسائل التواصل الاجتماعي حول العالم خلال شهر أكتوبر من عام 2017، لإدانة واستنكار الاعتداء والتحرش الجنسي وذلك على خلفية فضيحة هارفي واينستين الجنسية التي وجهتها عشرات النساء لمنتج أفلام هوليوود البارز هارفي واينستين. يعود أصل استخدام العبارة في اللغة الإنجليزية إلى الناشطة تارانا بيرك، وحصل الوسم على شعبية كبيرة عالمياً بعدما استخدمته الممثلة أليسا ميلانو ما شجع كثير من النساء على التغريد به لأجل التحدث عن ما تعرضوا له من انتهاك ولإظهار مدى انتشار طبيعة السلوك المزدري للمرأة. وقد غردت ملايين النساء حول العالم من خلال الوسم ومنهم كثير من المشاهير بعد ذلك متحدثين عن ما مروا به. اختارات مجلة تايم الأمريكية «كاسري الصمت» الذين كشفوا عن حوداث الاعتداء والتحرش الجنسي ليصبحوا شخصية العام لسنة 2017.
شجعت ميلانو ضحايا التحرش الجنسي على التغريد حوله و «منح الناس إحساسًا بحجم المشكلة». وقد قوبل هذا بالنجاح الذي تضمنه على سبيل المثال لا الحصر، المشاركات البارزة من العديد من المشاهير الأمريكيين، ومن أبرزهم غوينيث بالترو، وآشلي جود، وجينيفر لورنس، وأوما ثورمان.

## أصوله

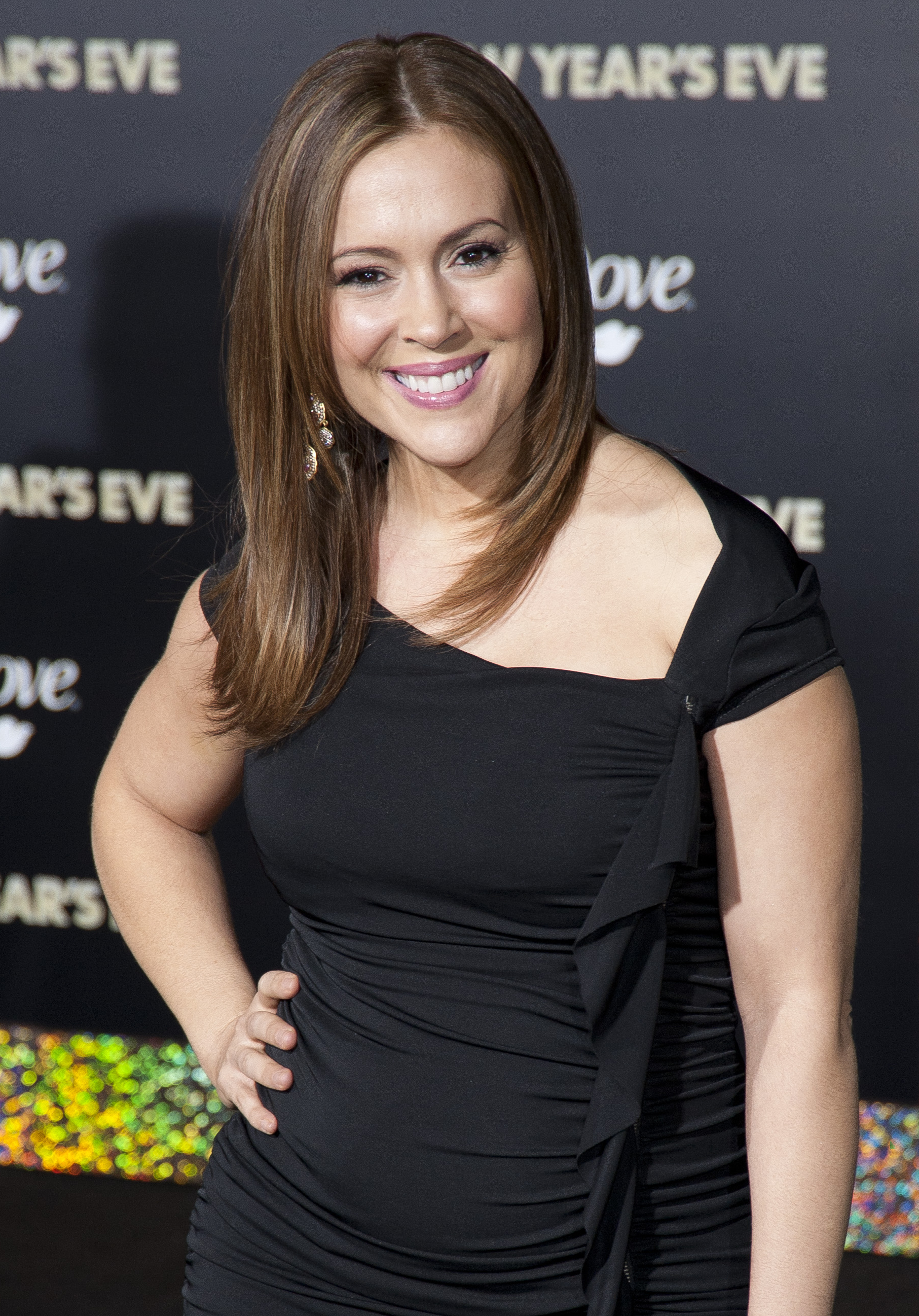
شجَّعت أليسا ميلانو استخدام الهاشتاج بعد ظهور الاتهامات المسندة إلى هارفي واينستين عام 2017.

تم استخدام العديد من علامات التصنيف حول مشاركة قصص التحرش الجنسي قبل #MeToo، بما في ذلك #MyHarveyWeinstein و#YouOkSis و#WhatWereYouWearing و#SurvivorPrivilege.

### 2006 (تارانا بيرك)
بدأت تارانا بيرك وهي ناشطة اجتماعية وعضوة في منظمات المجتمع، باستخدام عبارة "Me Too" في عام 2006، على شبكة ماي سبيس الاجتماعية  كجزء من حملة لتشجيع النساء اللواتي تعرضن للإساءة الجنسية، ولا سيما داخل المجتمعات المحرومة. وقالت بيرك، التي تقوم بصياغة فيلم وثائقي بعنوان «أنا أيضا،» إنها استلهمت استخدام هذه العبارة بعد عدم قدرتها على الرد على فتاة في الثالثة عشرة من عمرها، أكدت لها أنها تعرضت لاعتداء جنسي. تمنت بيرك في وقت لاحق أنها ببساطة قالت للفتاة «أنا أيضًا».

### 2017 (أليسا ميلانو)
شجعت الممثلة أليسا ميلانو على نشر هاشتاج #MeToo يوم 15 أكتوبر عام 2017، في محاولة للفت الانتباه إلى الاعتداء الجنسي والمضايقات التي تتعرضت لها النساء. اعترفت ميلانو في وقت سابق باستخدام العبارة السابقة من قبل تارانا
بيرك.

## التأثير

### وسائل الإعلام الأمريكية وصناعات الأزياء
تم وضع عبارة «أنا أيضًا» على تويتر بواسطة «ميلانو» في حوالي 15 تشرين الأول 2017، وتم استخدامها أكثر من 200000 مرة بحلول نهاية اليوم،  وتغريدها بأكثر من 500000 مرة بحلول 16 أكتوبر. على Facebook ، استخدم الهاشتاج أكثر من 4.7 مليون شخص في 12 مليون مشاركة خلال الـ24 ساعة الأولى. وذكرت المنصة أن 45% من المستخدمين في الولايات المتحدة لديهم صديق قام بنشره.
تجاوب عشرات الآلاف، ومن ضمنهم مئات المشاهير، مع قصص هاشتاغ #MeToo. واستجاب بعض الرجال، مثل كل من الممثل تيري كروز وجيمس فان دير بيك، إلى الهاشتاج مع تجاربهم الخاصة من المضايقات وإساءة المعاملة الجنسية، في حين رد آخرون بالاعتراف بالسلوكيات السابقة التي ارتكبوها بحق النساء، مما أدى إلى ظهور هاشتاج #HowIWillChange (والذي يعني: «كيف سأتغير»).
وبالإضافة إلى هوليود، فقد نشرت حركة "Me Too" نقاشًا حول موضوع التحرش الجنسي والإساءة في مجال صناعة وإنتاج الموسيقى، ومجال العلوم، والوسط الأكاديمي، والسياسة.
ذكرت الكاتبة النسوية غلوريا فيلد في التايم أن العديد من أرباب العمل يضطرون إلى إجراء تغييرات ردا على حركة #MeToo؛ فعلى سبيل المثال دراسة الاختلافات في الأجور على أساس الجنس التي تُميّز بحق المرأة وتحسين السياسات المناهضة للتحرش الجنسي في مكان العمل. لاحظ آخرون أن هناك ضغوطا على الشركات، وخاصة في الصناعة المالية، للكشف عن إحصاءات التنوع.

### الكنيسة
في تشرين الثاني 2017، بدأت علامة الهاشتاج #ChurchToo من قبل ايميلي جوي وهنا باساش على تويتر وبدأت تتجه استجابة لـ #MeToo كوسيلة لمحاولة إبراز وإيقاف الاعتداء الجنسي الذي يحدث في الكنيسة. في أوائل يناير 2018، أطلقت حوالي مائة من النساء الإنجيليين #SilenceIsNotSpiritual دعوة لتغييرات في كيفية التعامل مع سوء السلوك الجنسي داخل الكنيسة. بدأ #ChurchToo الانتشار مرة أخرى في وقت لاحق في كانون الثاني / يناير 2018 رداً على إدخال الفيديو المباشر من قِبل القس أندي سافاج إلى كنيسته بأنه اعتدى جنسياً على فتاة تبلغ من العمر 17 عامًا قبل عشرين عاماً كقسيس شاب أثناء قيادتها لمنزلها، ولكن ثم تلقى تصفيق من قبل كنيسته لاعترافه في الحادث وطلب الاستغفار. ثم استقال القس آندي سافاج من موقع فريقه في كنيسة هايبوينت وابتعد عن الخدمة. جادل الكثيرون بأن واحدة من أكبر الأزمات في تاريخ الكنيسة الكاثوليكية هي الاعتداء الجنسي الحالي على الأطفال الذي يتم الإبلاغ عنه، وفقًا لتوم إنجليز في كتابه «هل الأيرلندي مختلف؟».

### التعليم
لم تكن جامعة كاليفورنيا غريبة على التحرش الجنسي، حيث تم الإبلاغ عن اتهامات كبيرة سنويًا من المئات في جميع الجامعات الجامعية التسع، ولا سيما جامعة كاليفورنيا بيركلي وديفيز وإيرفين ولوس أنجلوس وسان دييغو. ومع ذلك قام إرفاين بحملة إزالة وتوبيخ العديد من مسؤولي وأساتذة الحرم الجامعي المتهمين بالتحرش والتمييز الجنسي. في أوائل شهر يوليو عام 2018، أزال UC Irvine اسم المليونير فرانسيسكو يايالا من مدرسة البيولوجيا، ومكتبة العلوم المركزية، ومنح الخريجين، وبرامج الباحثين بعد إجراء تحقيق داخلي يدعم عددا من مزاعم التحرش الجنسي. وجُمعت نتائج التحقيق في تقرير مكون من 97 صفحة، شمل شهادة من ضحايا انتهوا من مضايقة أيالا لمدة 15 سنة. أثار إقالته على الفور إزالة البروفيسور رون كارلسون في أغسطس 2018، الذي كان قد قاد برنامج الكتابة الإبداعية في جامعة كاليفورنيا في ايرفين. استقال بعد أن تم الكشف عن تقارير موثقة عن سوء السلوك الجنسي مع طالب دون السن القانونية. قبلت UC Irvine عند التعرف على التقرير استقالة البروفيسور كارلسون على الفور. بالإضافة إلى ذلك، تم وضع أربعة أساتذة إضافيين في كلية العلوم البيولوجية في جامعة كاليفورنيا في ايرفين بين يونيو وأغسطس 2018 تحت العقوبات أو تم إنهاؤها لانتهاك سياسة جامعة كاليفورنيا في التحرش الجنسي بما في ذلك توماس أ. برهام، نائب المستشار السابق في جامعة كاليفورنيا في ايرفين والرئيس السابق لل رابطة علماء النفس الأسود.
لا يزال هناك العديد من أماكن التعليم مثل المدارس الثانوية، حيث لا يتم تنفيذ التدخل القانوني بسهولة في الحالات التي يحدث فيها الاعتداء الجنسي. باميلا واي تصف في كتابها «الاتجاهات في قانون التحرش الجنسي كيف أن الحجة الرئيسية لعدم نجاح المحاولات ضد التحرش الجنسي في التعليم هي أن قضايا الجنسانية لا يمكن تنظيمها (على غرار النقاش في التوظيف) أو أن سلوك المراهقين لا يمكن التنبؤ به بشكل كبير بحيث لا يمكن السيطرة عليه بشكل قانوني»(السعر 62).

### المالية
وقد لوحظ أنه على الرغم من أن الصناعة المالية معروفة بانتشار التحرش الجنسي،  اعتبارًا من يناير 2018، لم يكن هناك أي مديرين تنفيذيين ماليين ينهضون بسبب مزاعم #MeToo. كان أول مثال مشمول على نطاق واسع بالعواقب الملموسة في مجال التمويل عندما ذهب صحفيان، بما في ذلك زواج ماديسون من الفاينانشيال تايمز، ووقع الحدث في نادي الرؤساء الذي يهدف إلى جمع الأموال للأطفال. ولأنه لم يُسمح للنساء بالمشاركة فيما عدا «مضيفات» بفساتين سوداء وضيقة وملابس داخلية سوداء، حصلت مراسلة ماديسون في الزواج ومراسل آخر في صحيفة فاينانشال تايمز على وظائف كمضيفات ووثقوا سوء سلوك جنسي واسع الانتشار. ونتيجة لذلك، تم إغلاق نادي الرؤساء.
في مارس عام 2018، وضع دوغلاس إي. جرينبيرغ، وهو أحد الوسطاء في شركة مورجان ستانلي، في إجازة إدارية بعد أن أوضحت إحدى قصص نيويورك تايمز مزاعم التحرش بأربع نساء، بما في ذلك الاعتقالات المتعددة لانتهاك الأوامر الزجرية، والتهديد بإحراق منزل صديقته السابقة.
أجرى مؤلفو أخبار Bloomberg News في كانون الأول / ديسمبر 2018 حول هذا الموضوع مقابلات مع أكثر من ثلاثين من كبار المديرين التنفيذيين في وول ستريت، ووجدوا أن الكثيرين منهم أصبحوا الآن أكثر حذراً بشأن الإشراف على التنفيذات النسائية القادمة بسبب المخاطر المتصورة. قال أحدهم: «إذا تجنب الرجال العمل أو السفر مع النساء وحدهن، أو توقف عن توجيه النساء خوفًا من اتهامهن بالتحرش الجنسي، فإن هؤلاء الرجال سيتراجعون عن شكوى التحرش الجنسي ويحق لهم تقديم شكوى تتعلق بالتمييز على أساس الجنس».

### السياسة والحكومة
استجابت دور الولاية في كاليفورنيا وإلينوي وأوريغون ورود آيلاند لادعاءات التحرش الجنسي التي ظهرت في الحملة،  وتحدث العديد من النساء في السياسة عن تجاربهن من التحرش الجنسي، بما في ذلك أعضاء مجلس الشيوخ الأمريكي هايدي هيتكامب ومازي هيرونو وكلير مكاسكيل وإليزابيث وارين. قدمت جاني سبيس، عضوة الكونغرس، مشروع قانون يهدف إلى تسهيل تقديم شكاوى التحرش الجنسي في كابيتول هيل. كما تم نشر الاتهامات في عالم السياسة الإسبانية في وسائل الإعلام،  وسلسلة من الادعاءات والبحوث حول أعضاء البرلمان والشخصيات السياسية (جميع الأحزاب السياسية البريطانية الرئيسية) بشأن مخالفات جنسية أصبحت فضيحة وطنية في عام 2017 ؛ تم إجراء هذا البحث في أعقاب فضيحة وينشتاين وحركة Me Too.
تحدثت المخبرة ليزلي برانيس-وايز من إدارة شرطة دنفر علنا لأول مرة في عام 2018 عن تعرضها للتحرش الجنسي من قبل دينفر مايور مايكل هانكوك. قدمت المخبرة رسائل نصية موحية جنسيًا من هانكوك أرسلت إليها أثناء العمل على تفاصيل أمان هانكوك في عام 2012. وبعد ست سنوات من الحفاظ على السرية، اعتبرت ويز حركة Me Too كمصدر إلهام لمشاركة تجربتها.

### مشروع قانون أنا أيضا في الكونغرس الأمريكي
اقترحت جاكي سبييير قانون تدريب الأعضاء والموظفين والرقابة على الكونجرس (ME Congress Congress Act) في 15 نوفمبر 2017. تم الكشف عن اللغة الكاملة لمشروع قانون الحزبين الجمهوري والديمقراطي في 18 يناير 2018 كتعديل لقانون الكونجرس للمساءلة لعام 1995. يهدف مشروع القانون إلى تغيير الطريقة التي يعامل بها الفرع التشريعي للحكومة الفيدرالية في الولايات المتحدة شكاوى التحرش الجنسي. في ظل النظام القديم، تم توجيه الشكاوى المتعلقة بالفرع التشريعي من خلال مكتب الامتثال، والتي تطلبت السرية التامة خلال العملية واستغرقت شهوراً من الاستشارات والوساطة قبل تقديم شكوى بالفعل. تم دفع أي مدفوعات تسوية باستخدام الضرائب الفيدرالية، وأفادت التقارير أنه في غضون عقد من الزمان، تم إنفاق 15 مليون دولار من أموال الضرائب لتسوية شكاوى التحرش والتمييز. يضمن مشروع القانون أن تستغرق الشكاوى المستقبلية ما يصل إلى 180 يومًا لتقديمها. كما يسمح مشروع القانون للموظفين النقل إلى إدارة أخرى أو العمل بعيدا عن وجود التحرش المزعوم دون فقدان وظائفهم إذا طلبوا ذلك. يتطلب مشروع القانون من الممثلين والشيوخ دفع تكاليف التسوية الخاصة بهم. ولم يعد يُسمح لمكتب الامتثال بإبقاء القضايا سرية، وسوف يُطلب منه نشر مبالغ التسوية ومكاتب التوظيف المرتبطة بها علناً. لأول مرة، تنطبق نفس الحماية أيضًا على العمال غير مدفوعي الأجر، بما في ذلك الزملاء والمتدربين الداخليين.

### الرياضة
بعد وقت قصير من نشر #MeToo في أواخر عام 2017، ظهرت عدة مزاعم من مقالة نجمة إنديانابوليس 2016 في صناعة الجمباز ضد طبيب الجمباز الأمريكي السابق لاري نصار من جامعة ولاية ميشيغان. تم استدعاء نصار عبر #MeToo للاعتداء جنسيا على لاعبات الجمباز في عمر 6 سنوات خلال «العلاجات». كان راشيل دنهلاندر أول من اتصل به. على الرغم من عدم القيام بأي شيء بعد ظهور الادعاءات الأولية في عام 2016، بعد أن تقدم أكثر من 150 امرأة، فقد حكم على نصار بالسجن مدى الحياة. استقال رئيس جامعة ولاية ميشيغان، لو آنا سيمون، في أعقاب الفضيحة.

### الطب
شجعت MeToo النقاش حول التحرش الجنسي في المجال الطبي. وقد أشارت الأبحاث إلى أنه بين أعضاء هيئة التدريس بالأكاديمية الطبية الأمريكية، أفاد حوالي 30 ٪ من النساء و 4 ٪ من الرجال أنهم تعرضوا للتحرش الجنسي، وقد لوحظ أن الموظفين الطبيين الذين يشتكون غالباً ما يتلقون نتائج سلبية على حياتهم المهنية. وأشارت أدلة أخرى إلى أن 60٪ من المتدربين الطبيين والطلاب تعرضوا للمضايقة أو التمييز أثناء التدريب، رغم أن معظمهم لم يبلغ عن الحوادث.
تظهر قضايا التحرش في المركز الطبي لجامعة كاليفورنيا في ايرفين بعد أن كانت جامعة كاليفورنيا تحاول إخماد الاتهامات لسنوات. أقامت كارلين موتلي، الموظفة في مركز UC Irvine الطبي، دعوى قضائية يوم الإثنين زعمت أنها لم تكن محمية من متطوع جامعي طاردها وتحرش بها جنسياً منذ أكثر من عام. للأسف هذا ليس جديدًا بالنسبة إلى UC Irvine نظرًا لأن حالات تكرار التحرش الجنسي يتم رفضها من قِبل أعضاء مجتمع الجامعة بسبب النظام الأبوي. على سبيل المثال، في يونيو / حزيران 1994، رفعت كريستينا غرودزينسكي دعوى قضائية ضد الجامعة لأن قضية التحرش الجنسي التي رفعتها مع الجامعة لم تذهب إلى أي مكان نظرت هيئة التدريس في الجامعة إلى أنها «امرأة» كانت «عاطفية بشكل مفرط» وكانت تمثل خطرًا على المرضى. على هذا النحو، «مُنعت من القيام بواجبات طبية كرد انتقامي بسبب الشكوى من التحرش الجنسي». فقدت المحكمة إجراءاتها أمام الجامعة في عام 2002.

### الموسيقى
في صناعة الموسيقى، استخدمت فرقة Veruca Salt علامة #MeToo للادعاءات بالتحرش الجنسي ضد جيمس تبواك،  كما استخدمت أليس جاسوس الهاشتاج لتقاسم تاريخ من الاعتداءات الجنسية المزعومة وغيرها من الانتهاكات التي ارتكبها زميل سابق في كريستال كاستل إيثان كاث.
قصيدة هالسي «قصة مثل الألغام»، والتي قالت فيها قصصًا شخصية عن الاعتداء الجنسي والعنف طوال حياتها، والتي رافقت أفضل صديق لها إلى منظمة الأبوة المخططة بعد أن تعرضت للاغتصاب، وروايتها الشخصية عن الاعتداء الجنسي من قبل الجيران والأصدقاء، والنساء اللواتي تم الاعتداء عليهن جنسيا من قبل الطبيب الأولمبي لاري نصار.
في نوفمبر عام 2018، أعلنت محطة إذاعة كليفلاند بولاية أوهايو WDOK Star 102 أنها أزالت أغنية Baby، It's Cold Outside من قائمة التشغيل الخاصة بها بسبب محتواها الغنائي، استنادًا إلى إدخال المستمع، «وسط حركة #MeToo».

### الجيش
في أعقاب #MeToo ، جاء #MeTooMilitary لاستخدامها من قبل رجال الخدمة والنساء الذين تعرضوا لاعتداءات جنسية أو مضايقة أثناء وجودهم في الجيش،  ظهروا على وسائل التواصل الاجتماعي في يناير 2018 في اليوم التالي لتعليقات أوبرا وينفري في غولدن غلوب أقيم تكريم الجنود الإناث في الجيش «الذين لن نعرف أسمائهم أبداً» الذين عانوا من الاعتداء الجنسي والاعتداء الجنسي من أجل جعل الأمور أفضل للنساء اليوم.
أشار تقرير صادر عن وزارة الدفاع الأمريكية (البنتاغون) إلى أن 15 ألف فرد من الجيش أفادوا بأنهم تعرضوا للاعتداء الجنسي في عام 2016، وأن واحداً فقط من بين كل 3 أشخاص اعتُدي عليهم قد قام بتقديم تقرير، مما يشير إلى وقوع ما يصل إلى 45,000 اعتداء. قال المخضرم نيكول بوين كراوفورد إن المعدلات قد تحسنت على مدى العقد الماضي، لكن الجيش ما زال أمامه طريق طويل، ويوصي بأن تتواصل النساء المحاربات بشكل خاص على وسائل التواصل الاجتماعي لمناقشة الاعتداء الجنسي في بيئة آمنة.
كان هناك احتجاج "#MeTooMilitary Stand Down"، الذي نظمته شبكة خدمة النساء العاملات، والتي اجتمعت في البنتاغون في 8 يناير، 2018. وقد أقرت وزارة الدفاع الأمريكية الاحتجاج، الذي ذكر أن أعضاء الخدمة الحاليين مرحب بهم للحضور طالما أنهم لا يرتدون الزي العسكري. ساند الاحتجاج قانون تحسين العدالة العسكرية، الذي رعته السناتور كريستين غيليبراند، والذي سيحرك «القرار حول ما إذا كان يجب مقاضاة جرائم خطيرة (جنسانية) إلى مدعين عامين عسكريين مستقلين ومدربين ومهنيين، مع ترك جرائم عسكرية فريدة ضمن التسلسل القيادي».

### الإباحية
كانت هناك مناقشات حول كيفية ارتباط المواد الإباحية بظهور حركة #MeToo ، وما هي التغييرات، إن وجدت، التي ينبغي إدخالها على صناعة الإباحية ردا على ذلك. ألهمت وفاة خمس ممثلات اباحيى ة خلال الأشهر الثلاثة الأولى من عام 2018 بمطالبات بإدراج العاملين في الصناعة كجزء من حركة #MeToo. وقد أشير إلى أن العديد من النساء والرجال قد تعرضوا للاعتداء الجنسي في مجموعة. تم اتهام بعض الفنانين رفيعي المستوى بالاعتداء منذ ظهور #MeToo ، بما في ذلك جيمس دين ورون جيرمي. كانت صناعة الإباحية بشكل عام داعمة لـ #MeToo ، مع تناول مواضيع المضايقة والاستقلال الجسدي في جوائز 2018 AVN. [99] كانت هناك دعوات إلى أن تقوم الشرطة بالتحسن بشكل أفضل في أعقاب #MeToo. ومع ذلك، عندما اتهم الممثل مثلي الجنس تيجان زميله الممثل توفير ديماجيو من الاغتصاب في #MeToo آخر، وجاء أربعة رجال آخرين إلى الأمام مع مزاعمهم الخاصة بسوء السلوك الجنسي ضد ديماجيو، حدث القليل جدا وليس هناك تحقيق رسمي.

## الغرض
كان الهدف الأصلي من «مي تو» كما استخدمته تارانا بيرك في عام 2006، هو تقوية النساء من خلال التعاطف، وخاصة النساء الشابات والضعيفات. في تشرين الأول 2017، شجعت أليسا ميلانو استخدام العبارة على أنها علامة تصنيف للمساعدة في الكشف عن مدى المشكلات المتعلقة بالتحرش الجنسي والاعتداء من خلال إظهار عدد الأشخاص الذين عايشوا هذه الأحداث بأنفسهم.
بعد أن بدأ ملايين الأشخاص في استخدام هذه العبارة، وانتشرت إلى عشرات اللغات الأخرى، تغير الهدف وتوسع، ونتيجة لذلك، أصبح يعني أشياء مختلفة لأشخاص مختلفين. تقبل تارانا بيرك لقب القائد وخالق الحركة ولكنها ذكرت أنها تعتبر نفسها عاملة بشيء أكبر من ذلك بكثير. وقد ذكر بورك أن هذه الحركة قد تطورت لتشمل الرجال والنساء من جميع الألوان والأعمار، حيث تواصل دعم الأشخاص المهمشين في المجتمعات المهمشة. كانت هناك أيضا تحركات من قبل رجال تهدف إلى تغيير الثقافة من خلال التفكير الشخصي والعمل في المستقبل، بما في ذلك #IDIDThat ، #IHave و #IWill.

### الوعي والتعاطف
غالبًا ما تشير تحليلات الحركة إلى انتشار العنف الجنسي، الذي قدرت منظمة الصحة العالمية أنه يؤثر على ثلث جميع النساء في جميع أنحاء العالم. وقد وجد استطلاع أجرته ABC News وواشنطن بوست في عام 2017 أن 54٪ من النساء الأمريكيات أبلغن عن تلقيهن تقدمًا جنسيًا «غير مرغوب فيه وغير مناسب» حيث قال 95٪ منهن إن مثل هذا السلوك عادة ما يفلت من العقاب. يقول آخرون أن #MeToo يؤكد على ضرورة تدخل الرجال عندما يشهدون سلوكًا مهينًا.
قال بورك أن #MeToo يعلن أن من يعانون من العنف الجنسي ليسوا وحدهم ولا يجب أن يشعروا بالخجل. يقول بيرك إن العنف الجنسي عادة ما يحدث بسبب شخص تعرفه المرأة، لذا يجب أن يتعلم الناس من سن مبكرة لديهم الحق في رفض الاتصال الجنسي من أي شخص، حتى بعد تكرار التماسه من السلطة أو الزوج، والإبلاغ عن مرتكبي السلوك. ينصح بورك الرجال بالتحدث إلى بعضهم البعض بشأن الموافقة، وإعلان السلوك المهين عندما يرونه ومحاولة الاستماع إلى الضحايا عندما يرويون قصصهم.
وصفت أليسا ميلانو مدى وصول #MeToo على أنه مساعدة المجتمع على فهم «حجم المشكلة»، وقالت: «إنها وقففة تضامنية لكل الذين أصيبوا». وذكرت أن نجاح # سيتطلب MeToo من الرجال اتخاذ موقف ضد السلوك الذي يعرّف النساء.

### السياسات والقوانين
وقد ذكر بورك أن الهدف الحالي للحركة هو منح الناس الموارد اللازمة للوصول إلى الشفاء، والدعوة إلى إدخال تغييرات على القوانين والسياسات. أبرزت بورك أهدافًا مثل معالجة جميع مجموعات الاغتصاب غير المختبرة، وإعادة فحص سياسات المدارس المحلية ، وتحسين فحص المعلمين ، وتحديث سياسات التحرش الجنسي. وقد دعت جميع المهنيين الذين يعملون مع الأطفال إلى أخذ بصماتهم واخضاعهم لفحص الخلفية قبل أن يتم تطهيرهم لبدء العمل. وتدافع عن التربية الجنسية التي تعلم الأطفال الإبلاغ عن السلوك المعتدي على الفور. يدعم بيرك مشروع قانون #MeToo في الكونجرس الأمريكي ، والذي من شأنه إزالة شرط أن موظفي الحكومة الفيدرالية يمرون بأشهر من «التهدئة» قبل السماح لهم بتقديم شكوى ضد أحد أعضاء الكونغرس.
تنصّ ميلانو على أولوية لـ #MeToo وهي تغيير القوانين المحيطة بالتحرش الجنسي والاعتداء ، على سبيل المثال ، وضع بروتوكولات تعطي المتعايشين في جميع الصناعات القدرة على تقديم الشكاوى دون الانتقام. وهي تدعم التشريعات التي تجعل من الصعب على الشركات المتداولة علناً إخفاء أموال التستر عن مساهميها ، وتود أن تجعل من غير القانوني لأصحاب العمل أن يطلبوا من العمال الجدد توقيع اتفاقيات عدم الكشف كشرط للتوظيف. ذكر محللو قضايا النوع مثل آنا نورث أنه يجب التعامل مع #MeToo كمسألة عمل بسبب العيوب الاقتصادية للإبلاغ عن المضايقات. اقترح الشمال مكافحة الاختلالات في القوة الكامنة في بعض أماكن العمل ، على سبيل المثال من خلال رفع الحد الأدنى للأجور المائلة ، واحتضان الابتكارات مثل «أزرار الذعر المحمولة» التي تم تفويضها لموظفي الفنادق في سياتل.
بعض التغييرات المستندة إلى السياسات التي تم اقتراحها تقلل من الإشراف الإداري المحدود ؛ إنشاء آليات واضحة للإبلاغ الداخلي ؛ تدابير تأديبية أكثر فعالية واستباقية ؛ خلق ثقافة تشجع الموظفين على الانفتاح على المشاكل الخطيرة ؛ جعل عقوبات مالية على العمال الذين يعملون لدى الشركات التي تسمح لهؤلاء العمال بالبقاء في مواقعهم عندما يضايقونهم جنسيا بشكل متكرر ؛ ويجبر الشركات على دفع غرامات ضخمة أو فقدان الإعفاءات الضريبية إذا قرروا إبقاء العمال الذين يمارسون التحرش الجنسي حولهم.

### التغطية الإعلامية
في تغطية #MeToo ، كان هناك نقاش واسع حول الطريقة المثلى لمن يعانون من الاعتداء أو التحرش الجنسي لوقف ما يحدث لهم في العمل. هناك اتفاق عام على أن الافتقار إلى خيارات فعالة للإبلاغ يعد عاملاً رئيسًا يؤدي إلى سوء السلوك الجنسي غير المراقب في مكان العمل.
التقارير الكاذبة عن الاعتداء الجنسي نادرة ولكن عندما تحدث ، يتم وضعها في دائرة الضوء لكي يراها الجمهور. تقوم وسائل الإعلام بذلك لتصوير الصورة التي تفيد بأن غالبية الاعتداءات الجنسية المبلغ عنها تم الإبلاغ عنها زوراً من قبل النساء. ومع ذلك ، فإن حالات الاعتداء الجنسي المبلغ عنها زوراً لا تشكل سوى 3 في المائة من العدد الإجمالي المبلغ عنه. هذا حتى لا يأخذ في الاعتبار مقدار النساء اللواتي ما زلن لا يبلغن عن قصصهن. هذا هو سبب آخر وراء خوف النساء من الإبلاغ عن خبراتهن في الاعتداء الجنسي لأنهن يخشين من أن لا أحد سيؤمن علي قصصهن ، وفي هذه العملية سيحرجون أنفسهم ويهينون أنفسهم.
في فرنسا ، يتم توبيخ أو إطلاق النار على الشخص الذي يتقدم بشكوى التحرش الجنسي في العمل أو يتم طرده بنسبة 40٪ من المرات ، في حين أن الشخص المتهم لا يتم التحقيق معه أو معاقبته. في الولايات المتحدة ، ينص تقرير عام 2016 الصادر عن لجنة تكافؤ فرص العمل على أنه على الرغم من أن 25-85٪ من النساء يعانين من تعرضهن للتحرش الجنسي في العمل ، إلا أن القليل منهن أبلغن عن الحوادث ، ويرجع ذلك في الغالب إلى الخوف من الانتقام. هناك أدلة على أن حوالي 4٪ من ضحايا الاغتصاب في اليابان يبلغن عن الجريمة ، ويتم إسقاط التهم عن نصف المرات.
هناك نقاش حول أفضل الطرق للتعامل مع شبكات الهمس ، أو القوائم الخاصة لـ «الأشخاص الذين يجب تجنبهم» التي تتم مشاركتها بشكل غير رسمي في كل مؤسسة أو صناعة رئيسية حيث يكون التحرش الجنسي شائعًا بسبب اختلال توازن القوى ، بما في ذلك الحكومة ووسائل الإعلام والأخبار ، والأكاديميا. تحتوي هذه القوائم على الغرض المعلن لتحذير العاملين الآخرين في الصناعة ويتم مشاركتهم من شخص إلى شخص ، وفي المنتديات، وفي مجموعات وسائل الإعلام الاجتماعية الخاصة ، وعبر جداول البيانات. ومع ذلك ، يمكن أن تصبح هذه القوائم «مسلحة» وتستخدم لنشر القيل والقال دون سند ، والذي تمت مناقشته على نطاق واسع في وسائل الإعلام.

## التفاعل والتأثير
استخدمت العبارة أكثر من 200,000 مرة بحلول يوم 15 أكتوبر، وغُردت أكثر من 500,000 بحلول 16 أكتوبر. فيما استخدمه أكثر من 4.7 مليون شخص على فيسبوك في 12 مليون منشور خلال الأربع وعشرون ساعة الأولى. قالت فيسبوك أن نسبة 45% من مستخدميها في الولايات المتحدة كان لديهم صديق وضع منشوراً يستخدم العبارة.

### التجاوب الدولي
تصدر الهاشتاج تويتر في 85 بلد حول العالم على الأقل، ومنها الهند وباكستان والمملكة المتحدة. كما تصدرت مرادفات العبارة وسائل التواصل الاجتماعي في فرنسا، باستخدام جملة "BalanceTonPorc" (استنكر خنزيرك)، ما شجع المستخدمين على مشاركة أسماء المتحرشين والمعتدين المزعومين. شارك النساء والرجال في الفلبين قصص ما تعرضوا له على أيدي معتديهم. نشرت النساء في إيطاليا قصص الاعتداء والتحرش باستخدام هاشتاغ #QuellaVoltaChe الذي يعني حرفياً «#الوقت_ذلك.» أما الرديف الإسباني للهاشتاغ فكان "#YoTambién". أما في المناطق الناطقة بالفرنسية بكندا فاستخدم الوسم "#MoiAussi". بدأ وسم "גםאנחנו#" (#نحن_أيضاً) في إسرائيل تصدر وسائل التواصل الاجتماعي يوم 18 أكتوبر، ما جعل الوسم يحتل الصفحة الرئيسية لصحيفة «يديعوت أحرنوت». استخدمت عدة نساء في السويد الهاشتاغ لمواجهة المقدم التلفزيزني مارتن تيمل، والذي ألغي برنامجه على قناة TV4 المحلية يوم 20 أكتوبر 2017، والصحفي فريدريك فيرتانين.

### قائمة الوسوم البديلة المستخدمة محلياً
- الدول الناطقة بالعربية: أنا_كمان#
- إقليم الباسك: #NiEre
- كندا، المناطق الناطقة بالفرنسية: #MoiAussi (بالعربية: أنا أيضاً)[133]
- كتالونيا: #JoTambé
- الصين: #我也是
- الدول الناطقة بالإنجليزية: #MeToo
- فرنسا: #balanceTonPorc (بالعربية: استنكر خنزيرك)[134]
- إيران: #من_هم_همینطور
- الهند: #मैंभी (بالعربية: «أنا أيضاً»)[135]
- باكستان: #میں_بھی (بالعربية: أنا أيضاً)
- إيطاليا: #QuellaVoltaChe (بالعربية: «الوقت ذلك»)
- إسرائيل: גםאנחנו# (بالعربية: نحن أيضاً)
- اليابان: #meToo
- النرويج: #stilleforopptak (بالعربية: «صامت للتسجيل»)
- روسيا: #Ятоже
- فنلندا: #memyös (بالعربية: «نحن أيضاً»)
- كوريا الجنوبية: #나도
- إسبانيا: #YoTambién
- فيتنام: #TôiCũngVậy